# Xerocomus chrysonema
Xerocomus chrysonema är en sopp som beskrevs 2006 av Alan E. Hills och Andy F. S. Taylor. Den är endast känd från Storbritannien (Hampshire och Kent) där den hittats växande tillsammans med Quercus (ekar).
I fält kan den kännas igen på det gula mycelet som gett svampen dess vetenskapliga namn (chrysonema="guldtråd") och att fotbasens kött är intensivt gult.
Hills och Taylor beskrev arten som X. chrysonemus. Dyntaxa anger namnet X. chrysonema och ger som skäl att chrysonemus är felstavat: "Hills & Taylor (2006) made a mistake when publishiung [sic!] the epithet as chrysonemus. It refers to chrysonema (golden thread or golden mycelium) which is a aubstantive and cannot be declined." (En korrekt adjektivisering av substantivet nema ("tråd") hade varit -nematus ("-trådig").) Ändingen av det publicerade namnet av grammatiska skäl har stöd av artikel 23.5 i International Code of Botanical Nomenclature.